# Pik BAM
Pik BAM je hora v Zabajkalském kraji v Rusku o nadmořské výšce 3072 metrů. Byla pojmenovaná po Bajkalsko-amurské magistrále, která vede jižně od hory. Jedná se o nejvyšší vrchol pohoří Kodarského a Stanové vysočiny. Nejbližším městem je Nová Čára. Prvovýstup uskutečnili v roce 1963 horolezci z Čity.